# Kattrup Sogn
Kattrup Sogn er et sogn i Horsens Provsti (Århus Stift).
I 1800-tallet var Ørridslev Sogn og Tolstrup Sogn annekser til Kattrup Sogn. Alle 3 sogne hørte til Voer Herred i Skanderborg Amt. De 3 sogne udgjorde én sognekommune, men den blev senere delt i to. Ørridslev blev inden kommunalreformen i 1970 kernen i Hovedgård Kommune. Den blev ved selve kommunalreformen udvidet til Gedved Kommune, og her kom Kattrup-Tolstrup med. Gedved Kommune indgik ved strukturreformen i 2007 i Horsens Kommune.
I Kattrup Sogn ligger Kattrup Kirke.
I sognet findes følgende autoriserede stednavne:
- Borup (bebyggelse, ejerlav)
- Kattrup (bebyggelse, ejerlav)
- Møballe (bebyggelse, ejerlav)
- Overby (bebyggelse, ejerlav)
- Tebstrup Sø (vandareal)
- Vindå (vandareal)